# Taney County
Das Taney County ist ein County im US-amerikanischen Bundesstaat Missouri. Im Jahr 2020 hatte das County 56.066 Einwohner und eine Bevölkerungsdichte von 34,3 Einwohnern pro Quadratkilometer. Der Verwaltungssitz (County Seat) ist Forsyth, das nach John Forsyth benannt wurde, einem ehemaligen US-Außenminister.
Im Taney County liegt mit dem Ort Branson ein bekanntes Touristenziel.

## Geografie
Das County liegt im äußersten Süden von Missouri in den Ozarks und wird vom mehrfach aufgestauten White River durchflossen, einem rechten Nebenfluss des Mississippi. Es grenzt an Arkansas und hat eine Fläche von 1687 Quadratkilometern, wovon 50 Quadratkilometer Wasserfläche sind. An das Taney County grenzen folgende Nachbarcountys:
|                           | Christian County        | Douglas County           |
| Stone County              |                         | Ozark County             |
| Carroll County (Arkansas) | Boone County (Arkansas) | Marion County (Arkansas) |

### Schutzgebiete
- Mark Twain National Forest
- Table Rock State Park (Missouri)

## Geschichte

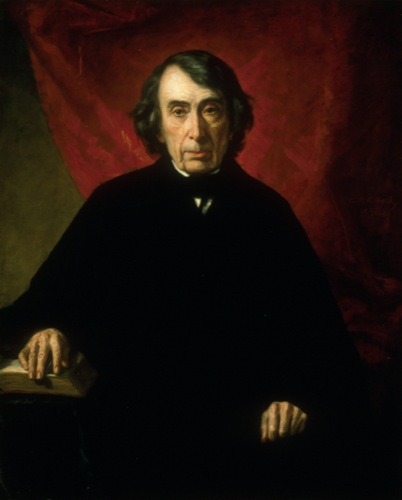
Taney

Das Taney County wurde 1837 gebildet. Benannt wurde es nach Roger Brooke Taney (1777–1864) einem Vorsitzenden Richter am Obersten Gerichtshof der USA (1836–1864).

## Demografische Daten
Nach der Volkszählung im Jahr 2010 lebten im Taney County 51.675 Menschen in 20.281 Haushalten. Die Bevölkerungsdichte betrug 31,6 Einwohner pro Quadratkilometer.
Ethnisch betrachtet setzte sich die Bevölkerung zusammen aus 93,6 Prozent Weißen, 0,9 Prozent Afroamerikanern, 0,8 Prozent amerikanischen Ureinwohnern, 0,7 Prozent Asiaten sowie aus anderen ethnischen Gruppen; 2,2 Prozent stammten von zwei oder mehr Ethnien ab. Unabhängig von der ethnischen Zugehörigkeit waren 4,8 Prozent der Bevölkerung spanischer oder lateinamerikanischer Abstammung.
In den 20.281 Haushalten lebten statistisch je 2,34 Personen.
22,1 Prozent der Bevölkerung waren unter 18 Jahre alt, 60,2 Prozent waren zwischen 18 und 64 und 17,7 Prozent waren 65 Jahre oder älter. 51,3 Prozent der Bevölkerung war weiblich.

Das jährliche Durchschnittseinkommen eines Haushalts lag bei 39.026 USD. Das Prokopfeinkommen betrug 21.474 USD. 14,8 Prozent der Einwohner lebten unterhalb der Armutsgrenze.

## Ortschaften im Taney County
Citys
- Branson1
- Forsyth
- Hollister
- Rockaway Beach

Villages
| - Bull Creek - Merriam Woods - Saddlebrooke2 | - Table Rock - Taneyville |

Unincorporated Communities
| - Bradleyville - Brownbranch - Cedar Creek - Gretna - Hilda - Kirbyville | - Kissee Mills - Marvel Cave Park - McClurg - Mildred - Mincy - Point Lookout | - Powersite - Protem - Ridgedale - Rueter - Walnut Shade |

1 – zu einem kleinen Teil im Stone County

2 – überwiegend im Christian County

## Gliederung
Das Taney County ist in acht Townships eingeteilt:
| Township             | Einwohner (2010) | FIPS     |
| -------------------- | ---------------- | -------- |
| Beaver Township      | 890              | 29-03808 |
| Big Creek Township   | 572              | 29-05446 |
| Branson Township     | 18.469           | 29-07984 |
| Cedar Creek Township | 475              | 29-12286 |
| Jasper Township      | 5153             | 29-36584 |
| Oliver Township      | 9605             | 29-54632 |
| Scott Township       | 6500             | 29-66350 |
| Swan Township        | 10.011           | 29-71818 |